# Бразилски туко-туко
Бразилски туко-туко (Ctenomys brasiliensis) је врста глодара (Rodentia) из породице туко-тукоа (Ctenomyidae).

## Распрострањење
Ареал врсте је ограничен на једну државу. Бразил је једино познато природно станиште врсте.

## Угроженост
Подаци о распрострањености ове врсте су недовољни.